# Lada Niva Pickup
A Lada Niva Pickup (oroszul: Лада Нива Пикап) – 2006 óta LADA 4x4 Pickup néven forgalmazzák – a Lada Niva egyik változata. 1995-ben kezdték el gyártani VAZ–2329 típusjelzéssel. Szokták Medve (oroszul: Медведь) névvel is emlegetni.

## Története

### Magyarországi jelenléte
Az autót Budapesten és Nyíregyházán árulják.